# Négrondes
Négrondes (okzitanisch: Negrondes) ist eine französische Gemeinde mit 782 Einwohnern (Stand: 1. Januar 2022) im Norden des Départements Dordogne in der Region Nouvelle-Aquitaine (vor 2016: Aquitanien). Sie gehört zum Arrondissement Nontron und zum Kanton Thiviers. Zuständiger Gemeindeverband ist die Communauté de communes Périgord-Limousin. Die Einwohner werden Négrondais bzw. Négrondaises genannt.

## Etymologie
Für die etymologische Herleitung des Ortsnamens Négrondes werden zwei Möglichkeiten in Betracht gezogen. Entweder aus dem Okzitanischen Negrondes, das eine Zusammenziehung von negra onda darstellt – mit der Bedeutung schwarzes Wasser bzw. schwarze Welle – wie auch im Gemeindewappen dargestellt. Oder aus Neriusumnis mit der Bedeutung die Wasser des Nerius – wobei Nerius bzw. Nerios oder Nérios eine Schutzgottheit der Gallier war.

## Geographie

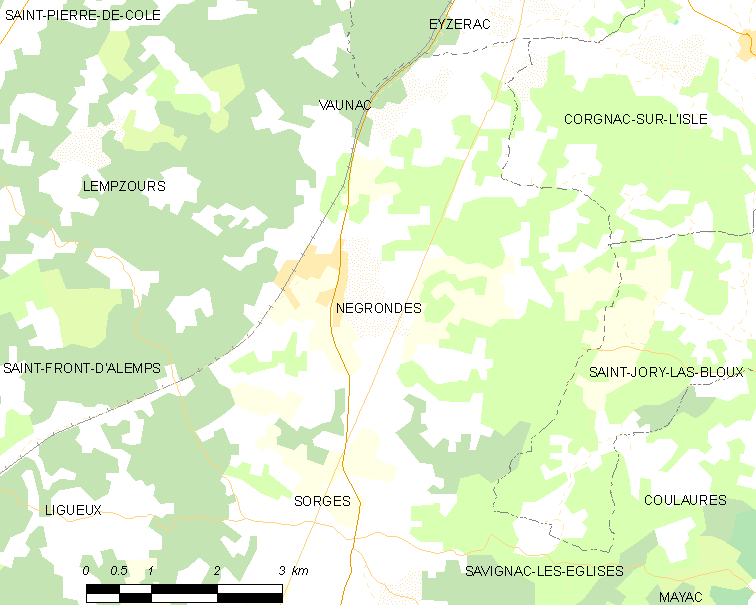
Lagekarte von Négrondes

Négrondes liegt etwa 21 Kilometer nordnordöstlich von Périgueux und 9 Kilometer südsüdwestlich von Thiviers. Die Gemeinde bildet Teil des Périgord central und liegt im Grenzbereich von Périgord vert und Périgord blanc. Sie gehört zum Einzugsgebiet der Stadt Périgueux.
Umgeben wird Négrondes von folgenden Nachbargemeinden:
| Lempzours            | Vaunac                                      | Corgnac-sur-l’Isle   |
|                      | Kompassrose, die auf Nachbargemeinden zeigt | Saint-Jory-las-Bloux |
| Saint-Front-d’Alemps | Sorges et Ligueux en Périgord               |                      |

Neben dem Ortskern besteht die Gemeinde aus folgenden Weilern, Gehöften, Schlössern und Geländepunkten:
Barbary, Bosroulet, Chabrefie, Chantelauve, Chez Thêves, Claud de Mathet, Couchaud, Fongou, Fonronce, Grametias, L’Age, La Bannière, La Breuille, La Cagouille, La Chabroulie, La Chantellerie, La Côte, La Genèbre, La Patourie, La Saunerie, Lavaud, Le Breuil, Le Four de Riviers, Le Maine, Le Petit Chalus, Le Peyrou, Le Pouyet, Le Terme Blanc, Les Bornes, Les Couriveaux, Les Crapauches, Les Grèzes, Les Peyrières, Longchamp, Louzellie, Machefer, Magnac, Maisonneuve, Peyrelevade, Plas, Puyfontaine, Riviers  und Roufflac.
Der topographisch tiefste Punkt im Gemeindegebiet von Négrondes mit 155 Meter über dem Meeresspiegel befindet sich an der Ostgrenze in einer Talung entlang der D 73 südöstlich von Le Maine. Der höchste Punkt mit 232 Metern wird auf dem Höhenrücken an der Westgrenze westlich von Machefer angetroffen. Der maximale Höhenunterschied beträgt 77 Meter, die durchschnittliche Meerhöhe 194 Meter. Das Rathaus kommt auf 176 Meter zu liegen.
Die Gemeinde besitzt eine Gesamtfläche von 20,15 Quadratkilometer.

### Verkehrsanbindung
In etwa mittig durch die Gemeinde führt die von Thiviers kommende Route nationale 21 in südlicher Richtung. Der nur knapp 300 Meter weiter westlich liegende Ortskern von Négrondes kann von der RN 21 aus über die D 73 erreicht werden. Die D 73 kommt aus östlicher Richtung von Coulaures, durchquert den Ortskern und zieht weiter nach Westen in Richtung D 68 und Saint-Pierre-de-Côle. Nach Vaunac im Norden besteht vom Ortskern aus auch eine Direktverbindung mittels einer Kommunalstraße. Erwähnenswert ist noch die sehr geradlinig in Richtung Südsüdwest verlaufende Route Napoléon. Sie kommt von Thiviers und geht dann ab Sorges in die D 8 nach Périgueux über.
Die Bahnstrecke Limoges-Bénédictins–Périgueux, die im Regionalverkehr mit Zügen des Transport express régional bedient wird, verläuft westlich des Ortskerns und besitzt einen Halt in Négrondes.

### Fernwanderweg
Der Ortskern von Négrondes wird vom aus Thiviers kommenden Fernwanderweg GR 654 durchquert. Er zieht dann weiter nach Süden in Richtung Périgueux.

### Bodenbedeckung

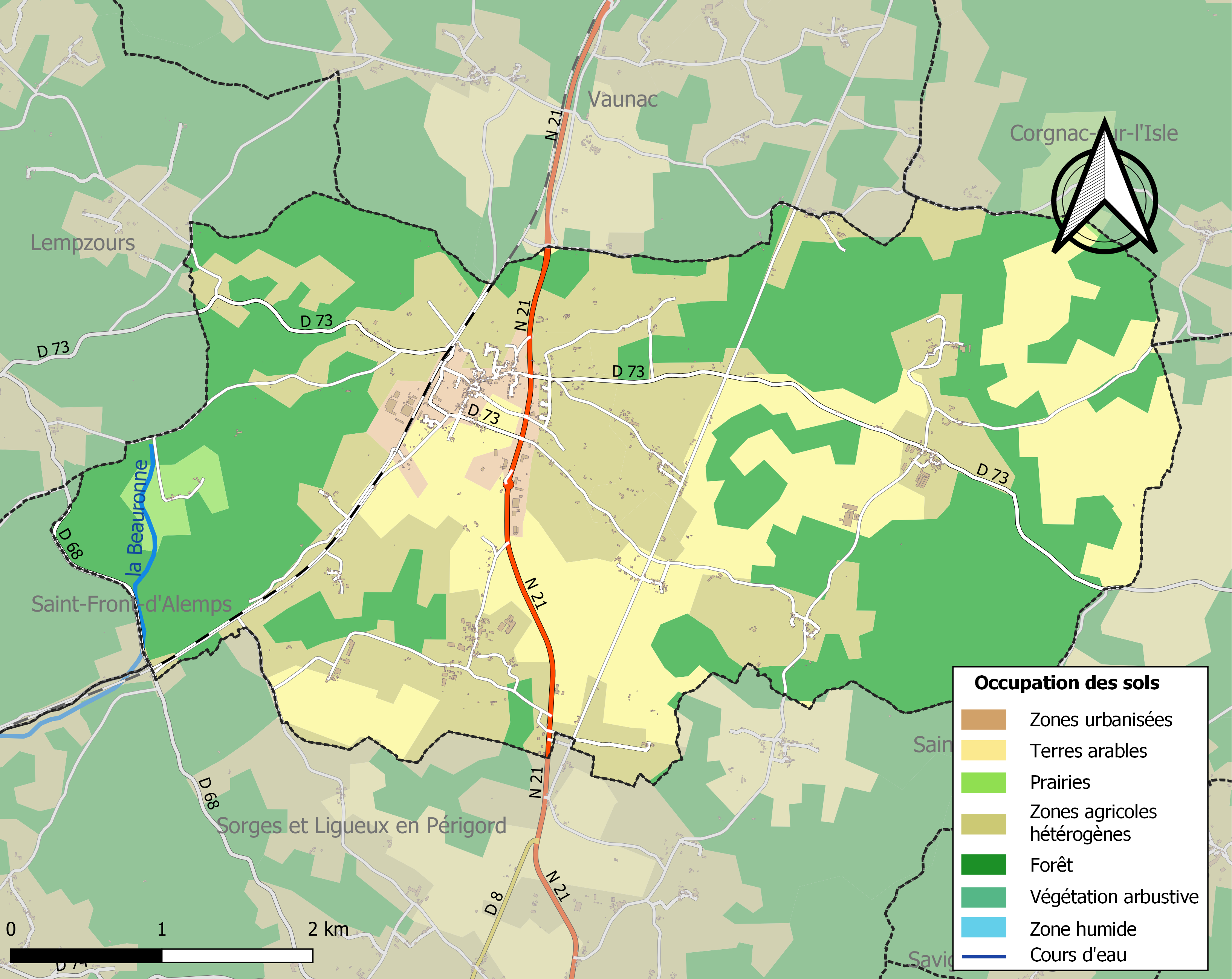
Bodenbedeckung in der Gemeinde Vaunac

Die Bodenbedeckung der Gemeinde Négrondes schlüsselt sich im Jahr 2018 gemäß der europäischen Datenbank CORINE Land Cover (CLC) wie folgt auf:
- Wälder oder seminaturelle Ländereien – 42,4 %
- heterogene landwirtschaftliche Nutzung – 30,4 %
- Ackerland – 23,1 %
- städtebaulich beansprucht – 2,9 %
- Wiesen – 1,3 %.

Die landwirtschaftliche Nutzung steht mit 54,8 % im Vordergrund. Sie ist im Vergleich zu 1990 (54,6 %) minimal angestiegen.

## Klima
Das Klima ist gemäßigt; Regen (997 mm/Jahr) fällt übers Jahr verteilt. Die Gemeinde Négrondes besitzt ein abgeschwächtes ozeanisches Klima mit gemäßigtem Sommer (Cfb nach Köppen und Geiger), das sich durch folgende Parameter auszeichnet:
| Klimaparameter im Zeitraum 1971–2000 |
| --- |
| - Jahresmittel: 11,8 °C - Anzahl der Tage unter −5 °C: 2,8 - Anzahl der Tage oberhalb 30 °C: 7,0 - Maximum im Tages-Temperaturunterschied: 15,2 °C - Jahresniederschlag: 997 mm - Niederschlagstage im Januar: 12,9 - Niederschlagstage im Juli: 7,6 |

Durch den Klimawandel zeichnen sich Erhöhungen im Jahresmittel ab, die sich bereits auch bemerkbar machen. So ist beispielsweise an der 56 Kilometer entfernten Wetterstation in Brive-la-Gaillarde das langjährige Jahresmittel von 12,7 °C für 1971–2000 über 12,7 °C für 1981–2010 auf 13,0 °C für 1991–2020 angestiegen – ein Zuwachs um 0,3 °C innerhalb von 20 Jahren.

## Hydrographie

Hydrographische Karte von Négrondes

In Négrondes entspringt die 28,16 Kilometer lange Beauronne als einziger erwähnenswerter Flusslauf. Ihre Quelle befindet sich südwestlich des Ortskerns an der Westgrenze. Sie durchzieht auf 1,5 Kilometer den Westrand des Gemeindegebietes in südlicher Richtung. Bei Verlassen der Gemeinde schwenkt sie in die Südwest-Richtung ein und bildet dann die Grenze zwischen Lempzours und Sorges et Ligueux en Périgord. Die Beauronne hat noch einen linken Seitenarm, der bei  La Bannière südwestlich des Ortskerns entsteht. Dieser folgt der generellen Nordost-Südwestrichtung der Beauronne. Er ist jetzt trockengefallen, aber durch sein Alluvium zu erkennen. Es bestehen noch zwei weitere, durch Hangschutt ausgefüllte Trockentäler: östlich von Les Bornes an der Ostgrenze (Drainagerichtung nach Osten zum Isle) und das System bei La Chabroulie, das nach Süden öffnet und schließlich bei Savignac-les-Églises ebenfalls den Isle erreicht.
Die Beauronne ist ein rechter Nebenfluss des Isle und gehört zum Flusssystem Isle-Dronne.

## Geologie

Geologische Karte der Gemeinde Négrondes

Die Gemeinde Négrondes liegt vollständig auf flachliegenden Sedimenten des nördlichen Aquitanischen Beckens. Die anstehende Schichtenfolge stammt aus dem Mittleren Jura und der Oberkreide (Unterkreide fehlt) und reicht vom Bathonium über Cenomanium zum Turonium. Darüber legen sich Sedimente des kontinentalen Tertiärs – in der Hauptsache Lockersedimente.

### Mittlerer Jura
Der Dogger konzentriert sich auf den Osten der Gemeinde. Ältestes aufgeschlossenen Schichtglied ist Unteres und Mittleres Bathonium (Formation j2b), gerade noch aufgeschlossen am Nordostrand der Gemeinde. Hierbei handelt es sich um eine Wechselfolge von kryptokristallinen und bioklastischen Kalken mit teils lignithaltigen Tonen. Darüber folgt Oberbathon (Formation j2-6(a)), bestehend aus einer Wechselfolge von kryptokristallinen, stellenweise kreidigen Kalken mit schuttigen Kalken, anstehend im Nordosten von Barbary. Es folgt eine Abfolge, die vom Oberbathon bis ins Callovium reicht (Formation j2-6(b)) – eine Wechselfolge kryptokristalliner, mehr oder weniger kreidiger Kalke mit bioklastischen und oolithischen Kalken. Sie erscheint am Ortskern von Négrondes sowie im Norden und Osten des Gemeindegebietes. Darauf legt sich die Abfolge der Formation j2-6(c) – abwechselnd graue und beige kryptokristalline, teils schutthaltige Kalke. Sie ist aufgeschlossen bei Les Bornes. Der Mitteljura endet im Oxfordium mit der Formation j2-6(d) – abwechselnd graue und beige kryptokristalline Kalke – zu sehen im Osten und im Südosten des Ortskerns.

### Oberkreide
Das nördlich und südöstlich des Ortskerns anstehende Cenomanium transgrediert sodann über den Mitteljura und leitet den Oberkreidezyklus ein. Das Cenoman (Formation c1-2 – grüne, Austern-führende Mergel, Feinsande und sandige Kalke mit Alveolinen – greift hierbei unterschiedlich tief in den Mitteljura herab – auf die Formation j2-6(b) im Norden und weiter südlich in einem schmalen Streifen von Plas bis Lavaud auf die Formation j2-6(d). Das Cenomanium wird vom Ligérien (Unterturon – Formation c3a) überlagert, beispielsweise auch direkt am Ortskern. Das Ligérien besteht aus plattigen oder knolligen Kreidekalken. Sodann treten noch Unteres Angoumien (Formation c3b) und Oberes Angoumien (Formation c3c) auf (zu sehen bei Magnac im Südwesten) – beide Kalkformationen führen Rudisten.

### Tertiäre Lockersedimente
Die Hüllsedimente nehmen etwa ein Drittel des Gemeindegebiets in Anspruch, wobei die altpleistozänen Flussschotter der Formation Fs die Hochlagen im  Westen aufbauen. Sie enthalten Sande, Kiese und Schotter, die in eine tonige Grundmasse (hervorgegangen möglicherweise aus marbrierten Paläoböden) eingebettet sind. Die kolluvialen Umlagerungsprodukte (Formation CF) enthalten mehrheitlich Gerölle und dürften sich zum Großteil aus den Flussschottern entwickelt haben. Würmzeitlicher Kalkhangschutt der Formation CP erfüllt das Trockental an der Ostgrenze sowie das Trockentalsystem um La Chabroulie. Der trockenliegende Seitenarm der Beauronne wird von holozänem Alluvium (Formation K) ausgekleidet.

### Tektonik
Im Gemeindegebiet treten zwei Störungen auf. Südlich des Ortskerns zwischen Chabrefie und Longchamp hat eine SSO-streichende Störung die Nordostseite herausgehoben, so dass ein dünner Streifen von Mitteljura innerhalb des Unterturons zum Vorschein kommt. Die zweite Störung östlich von Le Maine befindet sich in Mitteljura und streicht Nordost. Sie zeigt keinen nennenswerten Versatz.

## Naturrisiken

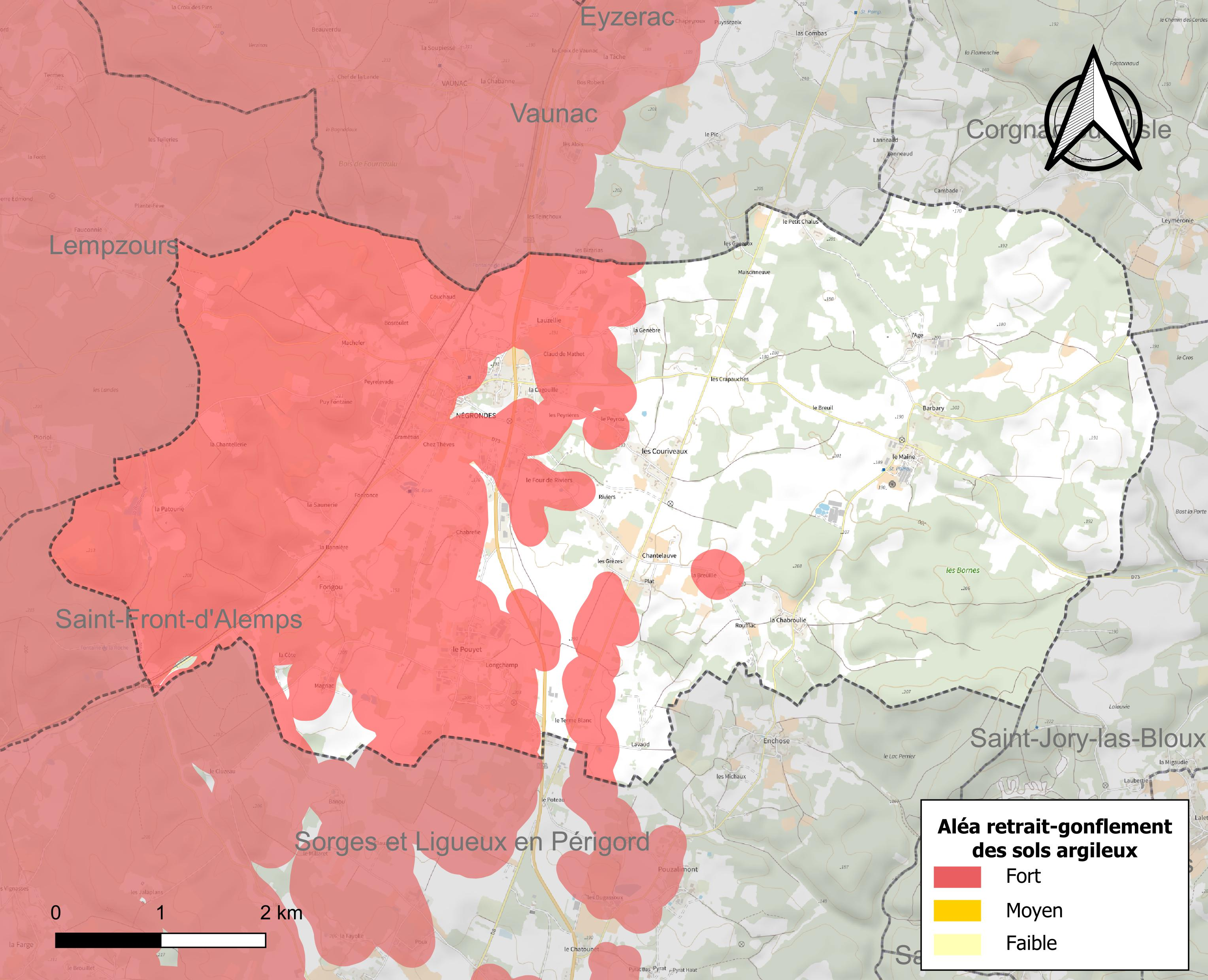
Risikokarte des Quellungs/Schrumpfungsverhältnisses von Tonmineralen in Böden für Négrondes

Naturrisiken manifestieren sich in Négrondes als
- Überschwemmungen und den mit ihnen assoziierten Schlammströmen und Hangrutschungen an der Beauronne
- Dürren
- Stürme
- Bodensetzungen.

Im Jahr 1999 kam es aufgrund erhöhter Niederschläge zu Überschwemmungen, größeren Bodenbewegungen und Rutschungen.
Dürrejahre waren 1989, 1992, 2003, 2011 und 2017. In diesen Jahren herrschte erhöhte Waldbrandgefahr.
Ein herausragendes Wintersturmereignis war das Sturmtief Martin im Dezember 1999, das enorme Schäden an den Wäldern und auch an der Infrastruktur hinterließ. Die Zerstörungen in den Wäldern sind selbst im Jahr 2022 noch zu erkennen.
Wie die Risikokarte zeigt, ist Négrondes stark von der Gefahr durch Bodensetzungen betroffen, die Gefahren konzentrieren sich hierbei auf Böden des Kolluviums im Westen.
Die Erdbebengefahr ist als relativ niedrig einzustufen, am Westrand des Massif Central sind recht seltene Beben der Stärke 3 auf der Richterskala bekannt.

## Ökologie

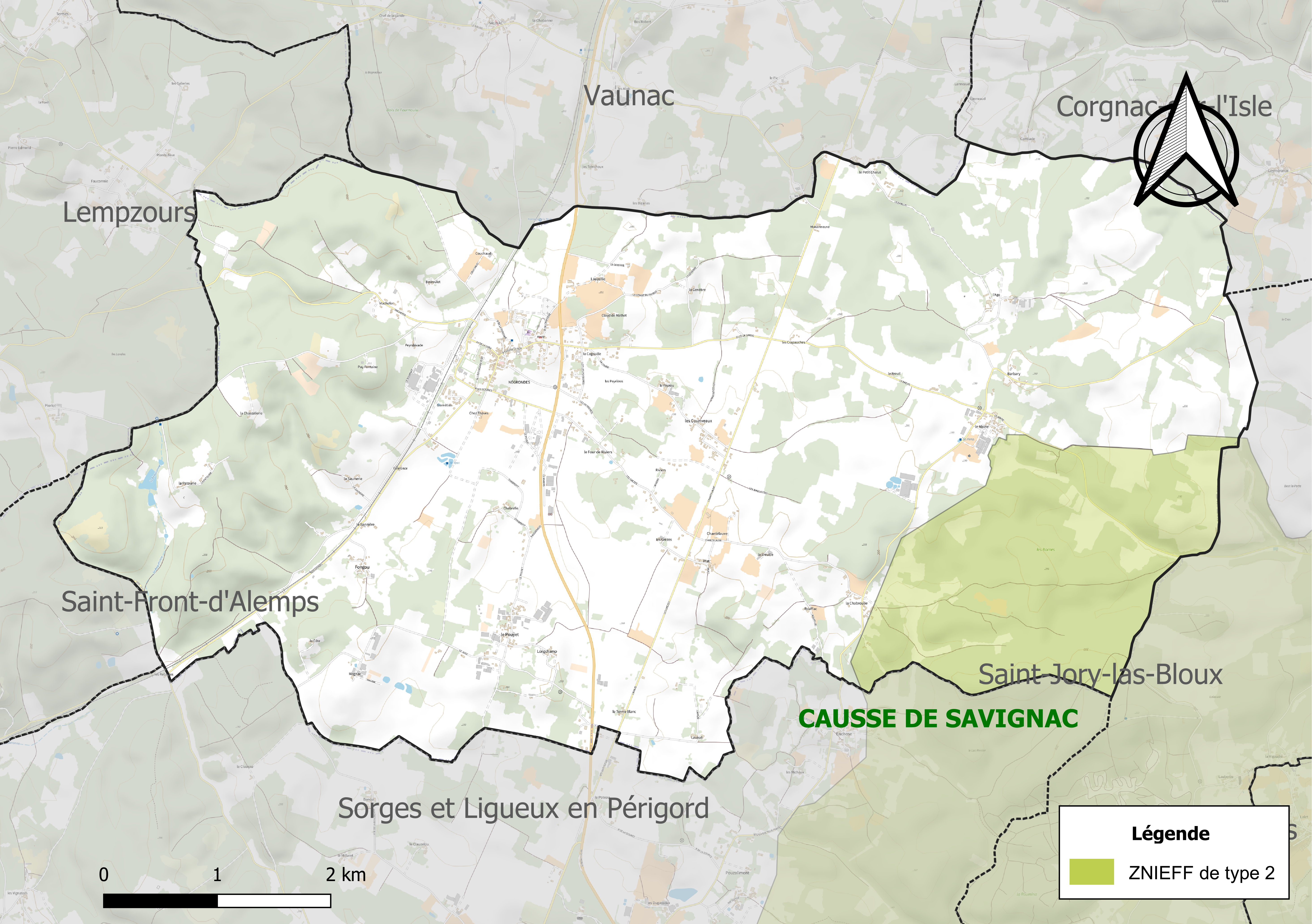
Schutzgebiet des Typus 2 in Négrondes

### Schutzgebiet des Typus 2
Im Südosten des Gemeindegebietes von Négrondes befindet sich unter der Bezeichnung Causse de Savignac ein 2,5 Quadratkilometer großes Schutzgebiet (Französisch ZNIEFF – zone naturelle d’interêt écologique, faunistique et floristique) des Typus 2. Es handelt sich hierbei um waldbestandene Kalkflächen entlang der rechten Talseite des Isle. Das Schutzgebiet betrifft insgesamt 8 Gemeinden – von Sarliac-sur-l’Isle im Südwesten bis Négrondes im Norden. Charakteristisch für dieses Gebiet ist neben 43 anderen Pflanzenarten der Hartheu-Spierstrauch Spiraea hypericifolia, genauer Spiraea hypericifolia obovata.

## Geschichte
Die neugotische Ortskirche Saint-Pierre-ès-Liens wurde erst im 19. Jahrhundert errichtet.

## Bevölkerungsentwicklung
| Jahr | Einwohner |  |
| 1962 | 635       |  |
| 1968 | 603       |  |
| 1975 | 565       |  |
| 1982 | 578       |  |
| 1990 | 664       |  |
| 1999 | 659       |  |
| 2006 | 782       |  |
| 2008 | 816       |  |
| 2013 | 833       |  |
| 2018 | 797       |  |
| 2019 | 797       |  |
| 2020 | 792       |  |

Quelle: INSEE
Die Bevölkerungsentwicklung in Négrondes war von 1962 bis 1975 rückläufig, stabilisierte sich dann aber und erreichte einen neuen Höhepunkt im Jahr 2013. Seitdem ist die Tendenz wieder rückläufig.
Die bisher höchste Einwohnerzahl wurde im Jahr 1881 mit 1068 Bewohnern ermittelt.
Die Bevölkerungsdichte in Négrondes beträgt 39,3 Einwohner pro Quadratkilometer.

## Verwaltung
Bürgermeister in Négrondes ist seit Mai 2020 die der Divers gauche angehörende Françoise Decarpentrie.

## Präsidentschaftswahlen 2022
| Kandidaten                       | Kandidaten            | Parteien                      | Parteien            | 1. Wahlgang | 1. Wahlgang | 2. Wahlgang | 2. Wahlgang |
| Kandidaten                       | Kandidaten            | Parteien                      | Parteien            | Stimmen     | %           | Stimmen     | %           |
| -------------------------------- | --------------------- | ----------------------------- | ------------------- | ----------- | ----------- | ----------- | ----------- |
|                                  | Marine Le Pen         | Front national                | FN                  | 154         | 30,92 %     | 232         | 51,90 %     |
|                                  | Emmanuel Macron       | En marche !                   | EM                  | 111         | 22,29 %     | 215         | 48,10 %     |
|                                  | Jean-Luc Mélenchon    | Front de gauche               | FDG                 | 89          | 17,87 %     |             |             |
|                                  | Éric Zemmour          | Reconquête                    |                     | 19          | 3,82 %      |             |             |
|                                  | Valérie Pécresse      | Les Républicains              | LR                  | 18          | 3,62 %      |             |             |
|                                  | Jean Lassalle         | Résistons !                   | R                   | 28          | 5,62 %      |             |             |
|                                  | Anne Hidalgo          | Parti socialiste              | PS                  | 13          | 2,61 %      |             |             |
|                                  | Fabien Roussel        | Parti communiste français     | PC                  | 29          | 5,82 %      |             |             |
|                                  | Nicolas Dupont-Aignan | Debout la République          | DLR                 | 9           | 1,81 %      |             |             |
|                                  | Yannick Jadot         | Europe Écologie-Les Verts     | EELV                | 16          | 3,21 %      |             |             |
|                                  | Nathalie Arthaud      | Lutte Ouvrière                | LO                  | 8           | 1,61 %      |             |             |
|                                  | Philippe Poutou       | Nouveau Parti anticapitaliste | NPA                 | 4           | 0,80 %      |             |             |
|                                  |                       |                               |                     |             |             |             |             |
| Gesamt                           | Gesamt                | Gesamt                        | Gesamt              | 498         | 100 %       | 447         | 100 %       |
|                                  |                       |                               |                     |             |             |             |             |
| Gültige Stimmen                  | Gültige Stimmen       | Gültige Stimmen               | Gültige Stimmen     | 498         | 96,32 %     | 447         | 89,04 %     |
| Ungültige Stimmen                | Ungültige Stimmen     | Ungültige Stimmen             | Ungültige Stimmen   | 19          | 3,68 %      | 55          | 10,96 %     |
| Wahlbeteiligung                  | Wahlbeteiligung       | Wahlbeteiligung               | Wahlbeteiligung     | 517         | 84,34 %     | 502         | 81,89 %     |
| Enthaltungen                     | Enthaltungen          | Enthaltungen                  | Enthaltungen        | 96          | 15,66 %     | 111         | 18,11 %     |
| Registrierte Wähler              | Registrierte Wähler   | Registrierte Wähler           | Registrierte Wähler | 613         |             | 613         |             |
|                                  |                       |                               |                     |             |             |             |             |
| Quelle: Ministère de l'Intérieur |                       |                               |                     |             |             |             |             |

Die Präsidentschaftswahlen 2022 in Négrondes konnte Marine Le Pen knapp für sich entscheiden.

## Wirtschaft

### Beschäftigung
Im Jahr 2015 betrug die erwerbsfähige Bevölkerung zwischen 15 und 64 Jahren 382 Personen (44,9 % der Gesamtbevölkerung). Als arbeitslos waren 43 Personen gemeldet (im Jahr 2010 waren dies nur 28), die Arbeitslosigkeit belief sich somit auf 11,2 %.

### Unternehmen
Am 31. Dezember 2015 waren in der Gemeinde Négrondes 77 Unternehmen angesiedelt, davon 33 in Handel, Transport und Dienstleistungen, 14 in Landwirtschaft, Forst oder Fischerei, 12 in der Industrie, 10 im Baugewerbe und 8 in Verwaltung, Bildung, Gesundheit oder Sozialhilfe.
In der Gemeinde befindet sich ein großes Sägewerk (Scieries de Corgnac).

## Sehenswürdigkeiten
- Ortskirche Saint-Pierre-ès-Liens aus dem 19. Jahrhundert
- Schloss Château de l’Age bzw.Château de Lage oder Château de Lagut, seit 1987 Monument historique
- Schloss Château de Barbary

## Photogalerie

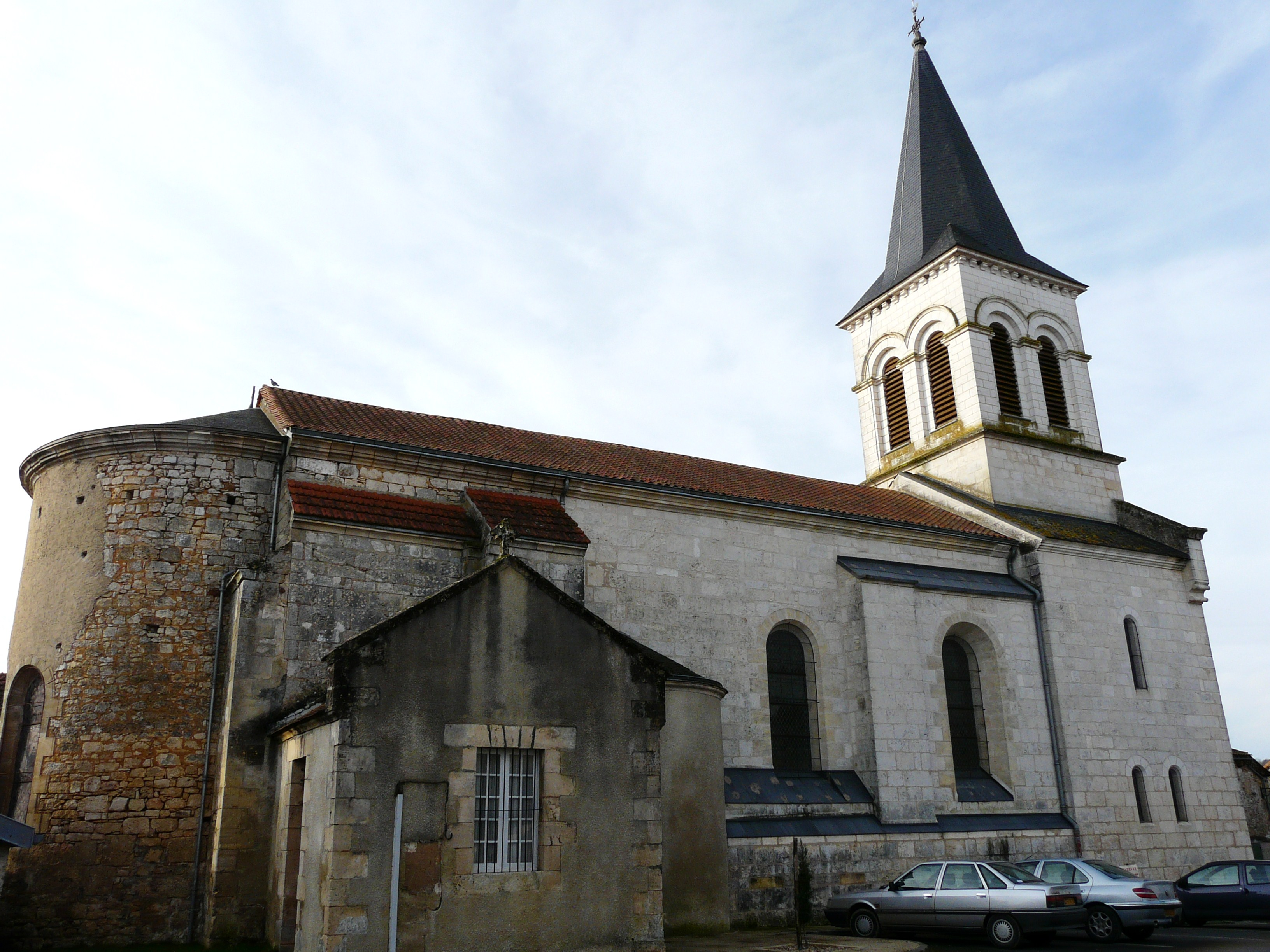
Ortskirche Saint-Pierre-ès-Liens
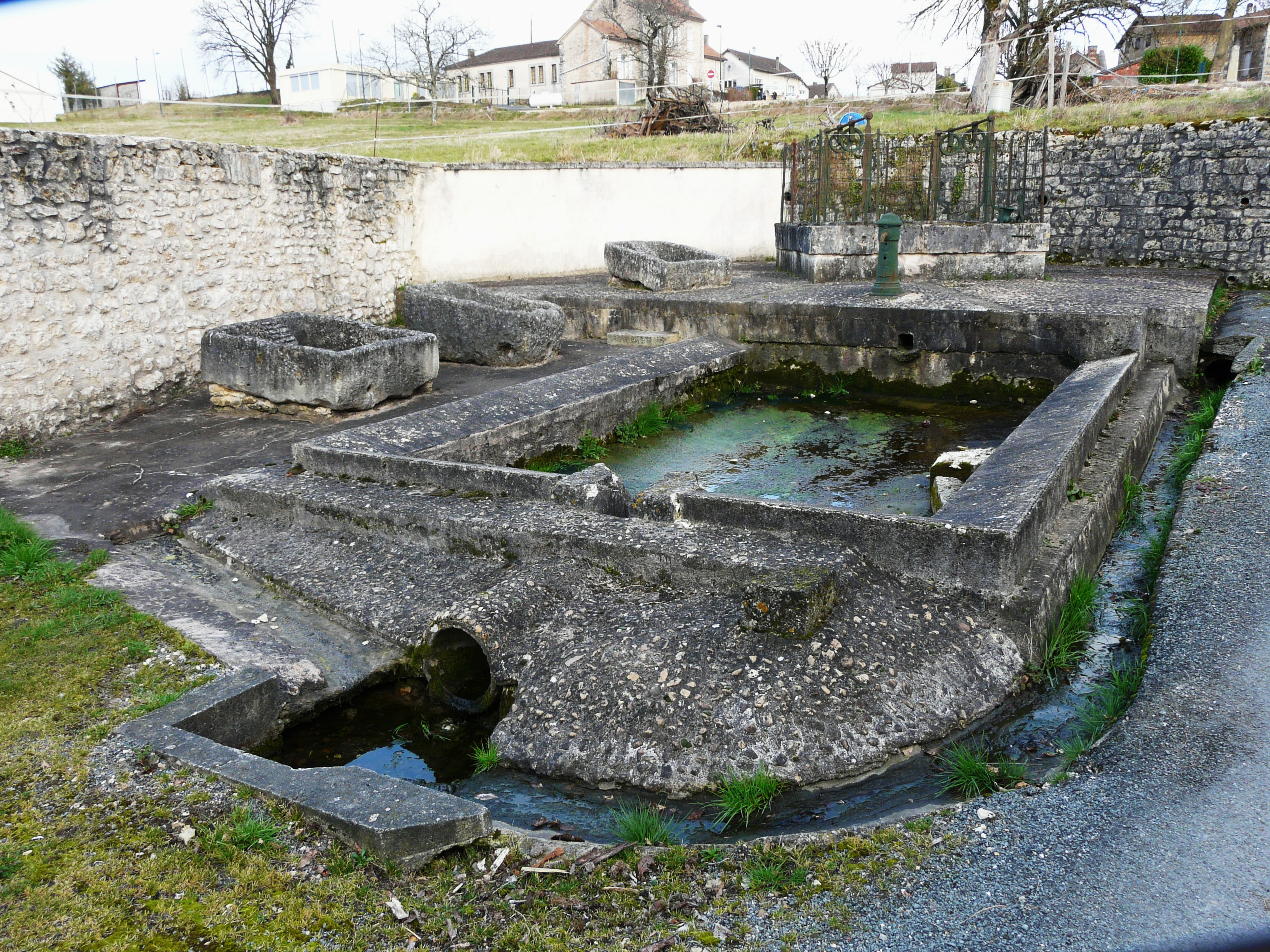
Quelle und Waschgelegenheit im Ortskern mit drei bizarren Waschbecken
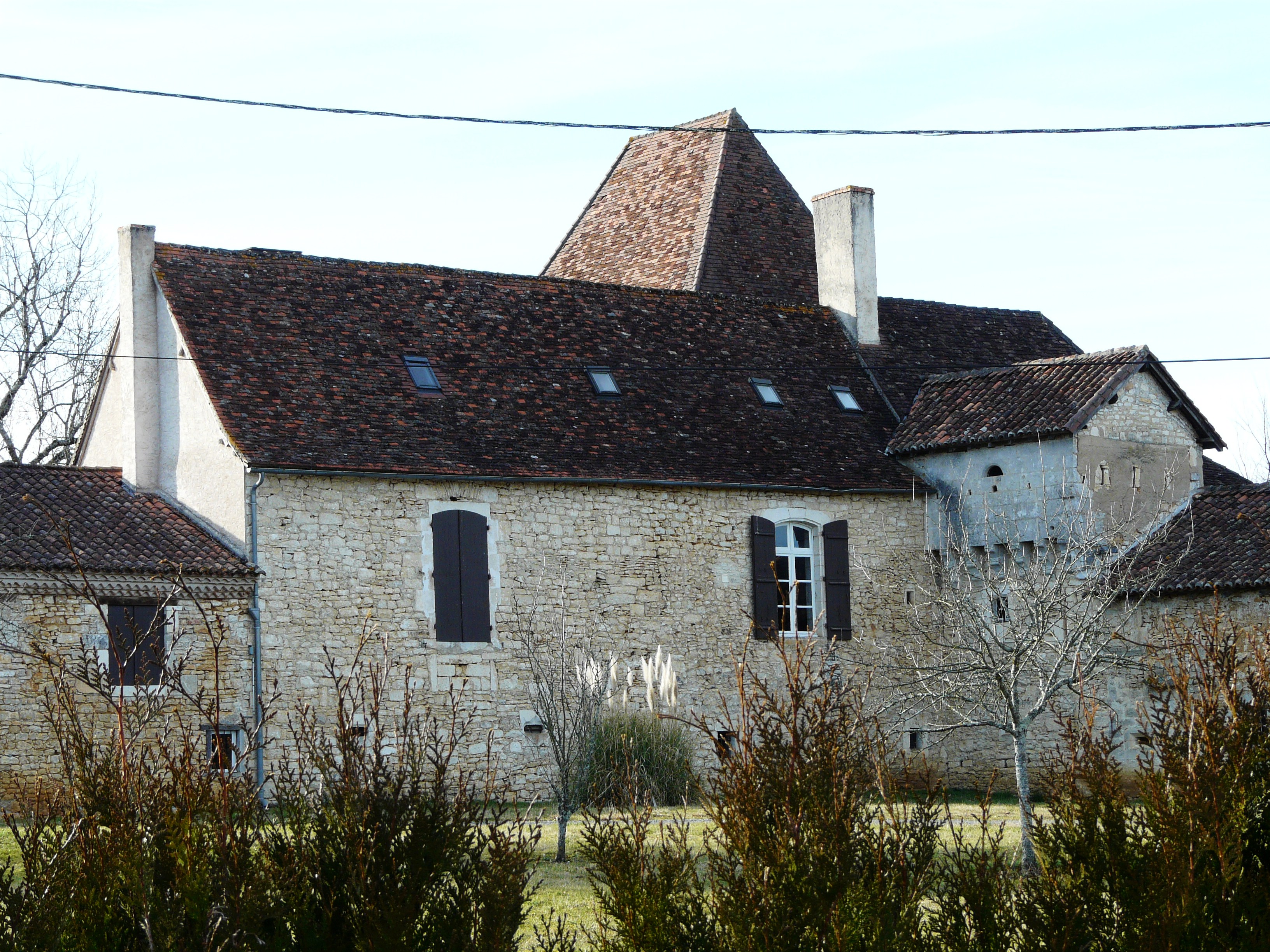
Schloss Château de Lage
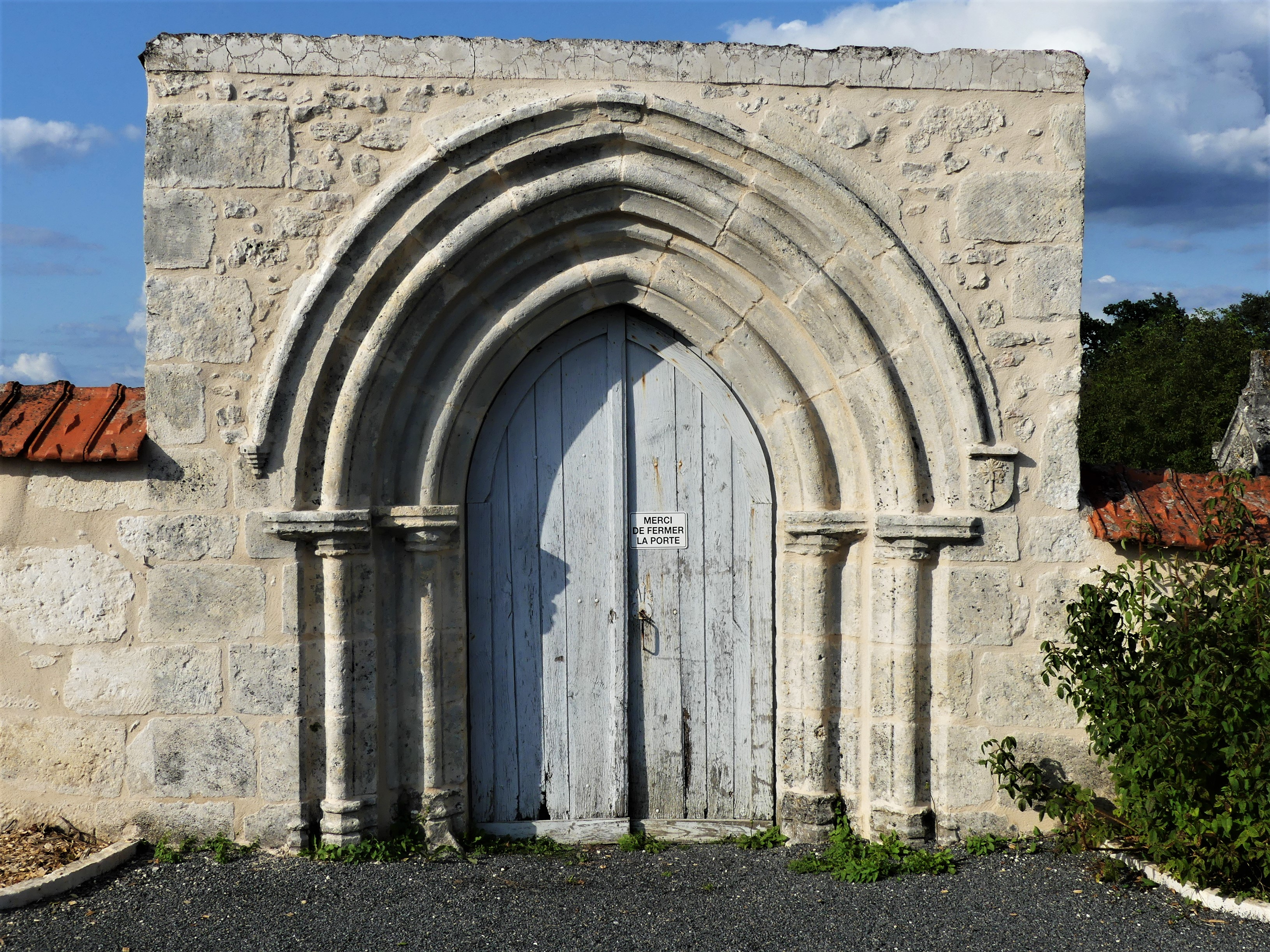
Fassade der ehemaligen Kapelle, heute Südportal des Friedhofes
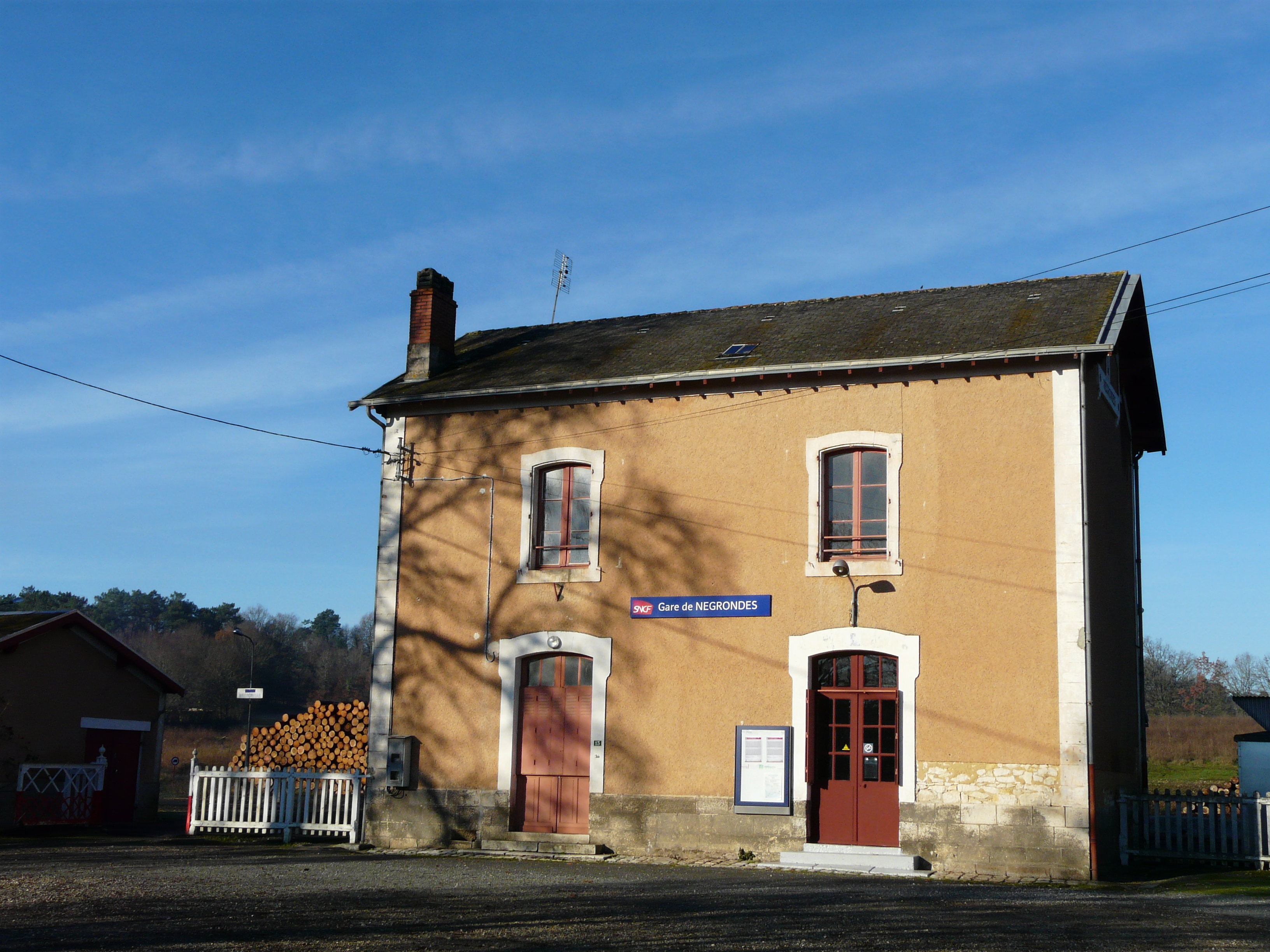
Der Bahnhof von Négrondes
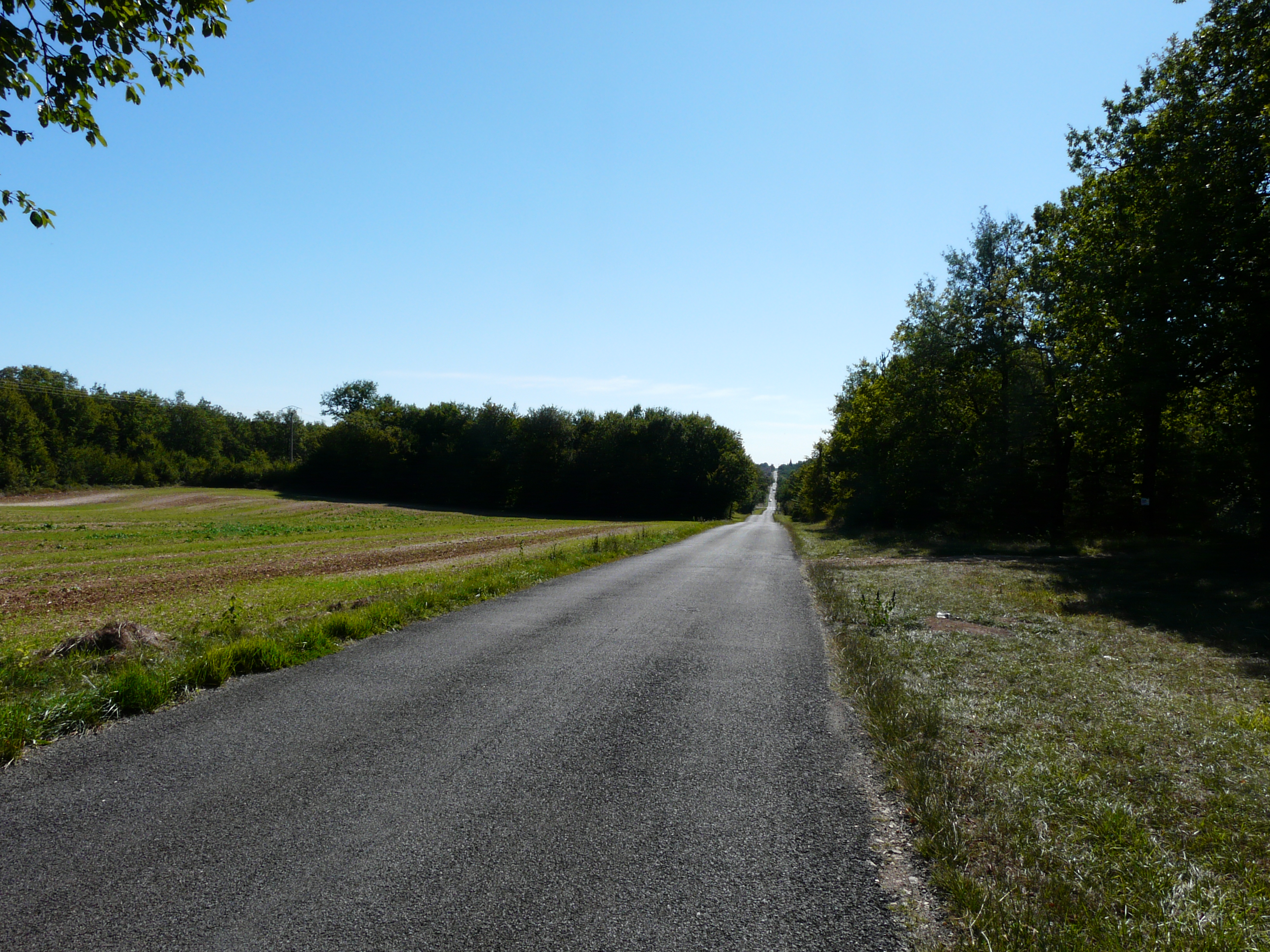
Die kerzengerade Route Napoléon südlich von Maisonneuve